# Pajkice
Pajkice (tudi legice ali triko) so tesno se prilegajoče dolge hlače. Običajno so pajkice žensko oblačilo. 

## Vrste pajkic in sestava
Poznamo več vrst dolžin pajkic:
- dolge (od pasu do gležnja),
- kratke,
- kapri, tričetrt dolžina,
- dolžine 7/8
- Pajkice-najkice

Pajkice so izdelane iz raztegljivih tkanin:
- poliamid (Najlon) in elastan (lycra),
- poliesterskih vlaken,
- bombaž,
- bambusovih vlaken.

Primer sestave tkanine: 80 % poliamid, 20 % elastan (to je raztegljiva tkanina kot pri kopalkah). Raztegljiva tkanina omogoča lahkotno gibanje, zato so pajkice primerne za ples, balet, šport, kot tudi za prosti čas in nakupovanje.
Glede na izgled pajkic poznamo:
- Svetleče pajkice iz poliamid-a, ki so gladke na otip, dobro odvajajo vlago, in imajo prepoznaven lesk na direktni svetlobi (Soncu).
- Bombažne in pajkice iz bambusovih vlaken, ki so raztegljive, vendar ne odvajajo vlage in so običajno cenejše. Pozitivna lastnost so naravni materiali.
- Potiskane pajkice (običajno poliesterska tkanina, ki se uporablja predvsem za šport).

## Vzdrževanje pajkic

### Pranje
Pred pranjem preverimo tekstilno etiketo za vzdrževanje. V splošnem se bombažne pajkice lahko perejo v pralnem stroju pri višjih temperaturah, medtem ko oblačila narejena iz poliamid-nih vlaken ne smemo prati v pralnem stroju in ne v vroči vodi. Pajkice iz poliamid-a se zato perejo ročno v hladni vodi. 

### Sušenje
Poliamid-ne pajkice ne smemo sušiti v sušilnem stroju, saj vročina uničuje (topi) poliamidna vlakna. Zato jih sušimo v senci (indirektna svetloba). Pajkic obenem ne smemo obesiti, saj vsa voda steče v spodnji del hlačnic in se zaradi teže vode s tem raztegnejo. Zato je priporočljivo, da se pajkice iz poliamid-a sušijo na ravni površini. Pajkice iz bombaža v splošnem teh omejitev nimajo in jih je zato lažje vzdrževati. 

### Vzdrževanje poliamidnih pajkic
Kratka navodila za vzdrževanje pajkic izdelanih iz najlona (poliamida) in elastana:
- Perite ločeno in ročno v hladni vodi
- Ne dodajate belilnih sredstev, brez klora.
- Ne sušite v sušilnem stroju.
- Sušite na ravni površini.
- Ne likajte.
- Ne drgnite in ne čistite na suho.